# Garage Inc.
A Garage Inc. a Metallica nevű zenekar dupla feldolgozásalbuma. Azon zenekarok számait dolgozták fel, amelyekre hatásként tekintenek. Az első lemez számai 1997/1998-ban kerültek felvételre. A Mercyful Fate című szám a Mercyful Fate nevű zenekar 5 számának az egyvelege:
- Satan's Fall
- Curse of the Pharaohs
- A Corpse Without Soul
- Into the Coven
- Evil

A második lemez 1984-től kezdve a Metallica kislemezek B-oldalain megjelent feldolgozásokat tartalmazza, valamint az addigra ritkasággá vált Garage Days Re-Revisited-et is.

## Dalok

### Disc 1
1. Free Speech for the Dumb (Maloney, Morris, Roberts, Wainwright) – 2:35 (Discharge)
2. It's Electric (Harris, Tatler) – 3:33 (Diamond Head)
3. Sabbra Cadabra (Black Sabbath) – 6:20 (Black Sabbath)
4. Turn the Page (Seger) – 6:06 (Bob Seger)
5. Die, Die My Darling (Danzig) – 2:29 (The Misfits)
6. Loverman (Cave) – 7:52 (Nick Cave and the Bad Seeds)
7. Mercyful Fate (Diamond, Shermann) – 11:11 (Mercyful Fate)
8. Astronomy (Bouchard, Bouchard, Pearlman) – 6:37 (Blue Öyster Cult)
9. Whiskey in the Jar (Traditional) – 5:04 (Thin Lizzy)
10. Tuesday's Gone (Collins, VanZant) – 9:05 (Lynyrd Skynyrd)
11. The More I See (Molaney, Morris, Roberts, Wainwright) – 4:48 (Discharge)

### Disc 2
1. Helpless (Harris, Tatler) – 6:38 (Diamond Head)
2. The Small Hours (Holocaust) – 6:43 (Holocaust)
3. The Wait (Killing Joke) – 4:55 (Killing Joke)
4. Crash Course in Brain Surgery (Bourge, Phillips, Shelley) – 3:10 (Budgie)
5. Last Caress/Green Hell (Danzig) – 3:29 (The Misfits)
6. Am I Evil? (Harris, Tatler) – 7:50 (Diamond Head)
7. Blitzkrieg (Jones, Sirotto, Smith) – 3:36 (Blitzkrieg)
8. Breadfan (Bourge, Phillips, Shelley) – 5:41 (Budgie)
9. The Prince (Harris, Tatler) – 4:25 (Diamond Head)
10. Stone Cold Crazy (Deacon, May, Mercury, Taylor) – 2:17 (Queen)
11. So What (Anti Nowhere League) – 3:08 (The Anti-Nowhere League)
12. Killing Time (Sweet Savage) – 3:03 (Sweet Savage)
13. Overkill (Clarke, Kilmister, Taylor) – 4:04 (Motörhead)
14. Damage Case (Clarke, Farren, Kilmister, Taylor) – 3:40 (Motörhead)
15. Stone Dead Forever (Clarke, Kilmister, Taylor) – 4:51 (Motörhead)
16. Too Late Too Late (Clarke, Kilmister, Taylor) – 3:12 (Motörhead)

## Közreműködők
- James Hetfield – Gitár
- Lars Ulrich – Dob
- Kirk Hammett – Szólógitár
- Jason  Newsted – Basszusgitár
- Bob Rock – Producer